# Kiszewy
Kiszewy is een plaats in het Poolse district  Turecki, woiwodschap Groot-Polen. De plaats maakt deel uit van de gemeente Tuliszków en telt 280 inwoners.